# Dirty Blondes from Beyond
Pour plus de détails, voir Fiche technique et Distribution.
Dirty Blondes from Beyond (littéralement : Les blondes salaces de l'au delà) est un téléfilm américain réalisé par Fred Olen Ray (sous le pseudonyme de Nicholas Juan Medina) et sorti en 2012. C'est une comédie érotique.

## Synopsis
Comme la galaxie est attaquée, la princesse Farra et sa belle garde du corps s'enfuient vers une étrange planète, la Terre. 
Elles sont poursuivies par la méchante impératrice et son épouse.

## Fiche technique
- Titre : Dirty Blondes from Beyond
- Réalisateur : Fred Olen Ray
- Scénario : Dean McKendrick
- Producteur : Dean McKendrick, Kimberly A. Ray
- Montage : Dean McKendrick
- Société de production : Retromedia Entertainment
- Société de distribution :
- Pays d'origine :  États-Unis
- Langue d'origine : Anglais
- Lieu de tournage : Los Angeles, Californie, États-Unis
- Genre : Comédie érotique
- Format : Couleurs
- Durée : 82 minutes
- Dates de sortie :
  -  États-Unis 4 mai 2012
  -  Japon 3 avril 2013

## Distribution
- Brandin Rackley : Farra
- Christine Nguyen : Krella
- Jazy Berlin : Vema
- Erika Jordan : Tharis
- Jenna Presley : agent Jones
- Voodoo : agent Smith
- Evan Stone : Jock
- Michael Gaglio : Mark
- Eric Masterson : Will